# Merle Palmiste
Merle Palmiste, född 1 november 1970, i Tallinn i Estland, är en estländsk skådespelare. 

## Filmografi (urval)
- 2004 - Ring
- 2004 - Welcome to Estonia
- 1999 – Torsk på Tallinn (TV)
- 1994 - Jüri Rumm